# Geovanni Paz Hurtado
Geovanni Mauricio Paz Hurtado (Cotacachi, 30 de noviembre de 1962) es un eclesiástico católico ecuatoriano, obispo de Latacunga desde 2016.

## Biografía
Geovanni Mauricio nació el 30 de noviembre de 1962 en la ciudad ecuatoriana de Cotacachi.
Realizó su formación primaria en la escuela «Seis de Julio» en su ciudad natal, y la secundaria en el Colegio «Sánchez y Cifuentes» en Ibarra.
Realizó los estudios eclesiásticos en el Seminario Mayor de Ibarra.

### Sacerdocio
Su ordenación sacerdotal fue el 29 de junio de 1988, a manos del obispo Luis Oswaldo Pérez Calderón; incardinándose en la diócesis de Ibarra.
Como sacerdote desempeñó los siguientes ministerios:
- Párroco de Selva Alegre y García Moreno (1988-1989).
- Párroco de Apuela, Peñaherrera, Cuellaje y Plaza Gutiérrez (1989-1992).
- Párroco de Peñaherrera y Cuellaje (1992-1996).

Fue misionero en la diócesis de Cienfuegos (Cuba), donde fue:
- Párroco de Aguada de Pasajeros (1997-2000).
- Párroco de San Francisco de Paula en Trinidad y coordinador de la Comisión diocesana para las Misiones (2000-2006).Llegó a Ecuador y fue:

- Párroco de San Vicente Ferrer en Otavalo (2006-2012).
- Provicario general (2011-2012).
- Párroco de la Basílica «La Dolorosa»; vicario general y profesor de Misionología en el Seminario Mayor de Ibarra (2012-2016).

### Episcopado
El 30 de noviembre de 2016, el papa Francisco lo nombró obispo de Latacunga. Fue consagrado el 20 de enero de 2017, a manos del arzobispo Giacomo Guido Ottonello. 